# Chaetostomella undosa
Chaetostomella undosa är en tvåvingeart som först beskrevs av Daniel William Coquillett 1899.  Chaetostomella undosa ingår i släktet Chaetostomella och familjen borrflugor. Inga underarter finns listade i Catalogue of Life.